# Droga N983 (Holandia)
Droga prowincjonalna N983 (nid. Provinciale weg 983) – droga prowincjonalna w Holandii, w prowincji Groningen. Łączy drogę prowincjonalną N361 w Wehe-den Hoorn z drogą prowincjonalną N355 we wsi Aduard.
N984 to droga jednopasmowa o maksymalnej dopuszczalnej prędkości 80 km/h. W gminie De Marne droga nosi kolejno nazwy Baron van Asbeckweg, Roodehaansterweg i Barnwerderweg. W gminie Zuidhorn droga nosi klejno nazwy Sietse Veldstraweg, Burg. van Barneveldweg, Burgemeester Seinenstraat i Heereweg.